# Пол организмов

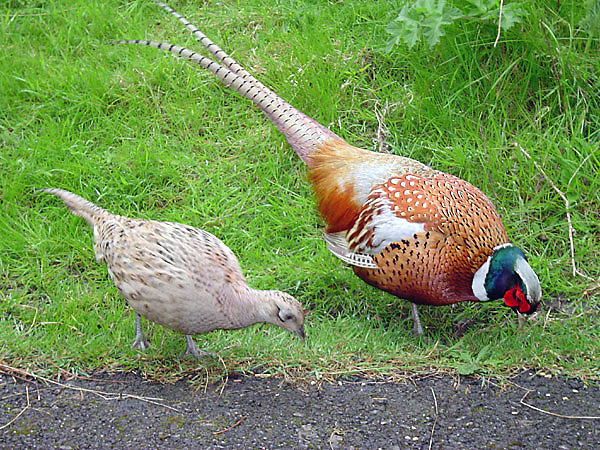
Фазаны: слева — самка, справа — самец

Пол организмов или биологический пол — совокупность генетически и гормонально детерминированных гонадно-гистологической, анатомической и морфофункциональной характеристик организма, обобщающая все его разнообразные специфически репродуктивные (половые) особенности, отличающие его от представителей другого биологического пола данного вида организмов и определяющие его роль в процессе оплодотворения при половом размножении.
Принято говорить о существовании двух видов биологического пола: мужского и женского, при этом надо иметь в виду, что в природе существует три типа полового размножения: изогамия, гетерогамия, и оогамия. Во всех трёх случаях образуются половые клетки с разной (взаимодополняющей) генетической информацией, которые должны слиться друг с другом, чтобы дать начало новому организму. В связи с этим корректнее сказать, что особь принадлежит к мужскому или женскому полу только в случае оогамии, то есть полового размножения, при котором в качестве половых клеток образуются сперматозоид и яйцеклетка. В двух других случаях говорят, что пол не мужской и не женский, а просто разный. Некоторые исследователи рассматривают оогамию как крайний вариант гетерогамии.
Прежде всего, понятие «пол» обозначает совокупность взаимно контрастирующих генеративных и связанных с ними признаков. Половые признаки неодинаковы у особей разных видов и подразумевают не только репродуктивные свойства, но и весь спектр полового диморфизма, то есть расхождения анатомических, физиологических, психических и поведенческих признаков особей данного вида в зависимости от пола. При этом одни половые различия являются контрастирующими, взаимоисключающими, а другие — количественными, допускающими многочисленные индивидуальные вариации.
Среди живых организмов, обладающих полом, имеются и те, у которых основной вклад в формирование пола вносят гены (млекопитающие, птицы, большинство двудомных растений), и те, у которых пол формируется преимущественно под влиянием факторов среды (многие рептилии); и те, у которых пол обусловлен и генетическими, и эпигенетическими факторами и может меняться в течение жизни (некоторые рыбы, амфибии и растения).

## Половые различия
Половой диморфизм — анатомические различия между самцами и самками одного и того же биологического вида, не считая половых органов. Половой диморфизм может проявляться в различных физических признаках, например:
- Размер. У млекопитающих и многих видов птиц самцы более крупные и тяжёлые, чем самки. У земноводных и членистоногих самки, как правило, крупнее самцов.
- Волосяной покров. Борода у мужчин, грива у львов или бабуинов.
- Окраска. Цвет оперения у птиц, особенно у утиных.
- Кожа. Характерные наросты или дополнительные образования, такие как рога у оленевых.
- Зубы. Бивни у самцов индийского слона, более крупные клыки у самцов моржей и кабанов.

Половой диморфизм — явление общебиологическое, широко распространённое среди раздельнополых форм животных и растений. В некоторых случаях половой диморфизм проявляется в развитии таких признаков, которые явно вредны для их обладателей и снижают их жизнеспособность. Таковы, например, украшения и яркая окраска самцов у многих птиц, длинные хвостовые перья самца райской птицы, птицы-лиры, мешающие полёту. Громкие крики и пение, резкие запахи самцов или самок также могут привлечь внимание хищников и ставят их в опасное положение. Развитие таких признаков казалось необъяснимым с позиций естественного отбора. Для их объяснения в 1871 г. Дарвином была предложена теория полового отбора. Она вызывала споры ещё во времена Дарвина. Неоднократно высказывалось мнение, что это самое слабое место дарвиновского учения.
Половой диморфизм и репродуктивная структура популяции
Половой диморфизм должен быть связан с репродуктивной структурой популяции: у строгих моногамов он минимален, поскольку моногамы используют специализацию полов только на уровне организма, но не популяции, а у панмиктных видов и полигамов, полнее использующих преимущества дифференциации, он возрастает с ростом степени полигамии.
Реверсия полового диморфизма при полиандрии
Полиандрия, при которой самка спаривается с несколькими самцами, встречается у беспозвоночных, рыб, птиц, млекопитающих. При этом часто наблюдается реверсия полового диморфизма (самки крупнее самцов, ярче окрашены, самцы строят гнездо, насиживают яйца и заботятся о выводке, отсутствует борьба за самку). Такое явление присутствует у эму, трёхпёрсток, цветных бекасов.

## У позвоночных
Определение пола у позвоночных происходит по-разному у разных видов. У человека и многих животных пол определяется генетически, у других видов он может определяться факторами среды и гормональным фоном в течение утробного развития.
В ходе эволюции пол возникал независимо в разных группах организмов (см. Конвергентная эволюция). Поскольку различия между полами у разных видов часто непредсказуемы, пол определяется по наиболее существенному общему признаку—типу производимых гамет (сперматозоиды у самцов или яйцеклетки у самок).

### Самец
Самец — форма живого организма, производящая мелкие, подвижные гаметы — сперматозоиды. В процессе оплодотворения происходит слияние сперматозоида с более крупной женской гаметой или яйцеклеткой. Мужские особи не могут размножаться без наличия хотя бы одной яйцеклетки, полученной от женской особи, хотя некоторые организмы могут размножаться как половым, так и бесполым путём.
Главная роль самца внутри своего вида заключается в исполнении репродуктивной функции — то есть в передаче генетической информации, содержащейся в половых клетках (сперматозоидах) половым клеткам (например яйцеклеткам) женской формы. Кроме того, в зависимости от вида живого организма, в роль самца могут входить: защита представителей своего вида, защита территории, руководство группой, добывание ресурсов, воспитание потомства и многое другое

### Самка
Самка — форма живого организма, обладающая женскими половыми признаками своего вида и отличающаяся от мужской формы (самца) половым диморфизмом (различия в строении половых органов, вторичных половых признаков, скелета и др.).
Главная роль самки внутри своего вида заключается в исполнении репродуктивной функции — то есть в приёме генетической информации, содержащейся в половых клетках (сперматозоидах) самца половыми клетками самки (например яйцеклетками). Кроме того, в зависимости от вида живого организма, в роль самки могут входить: защита представителей своего вида, защита территории, руководство группой, добывание ресурсов, воспитание потомства и многое другое.

### Интерсексуальность
Интерсексуальность — наличие у раздельнополого организма признаков обоих полов, как правило, эти признаки являются не полностью развитыми, промежуточными (ср. Гермафродитизм). Признаки обоих полов проявляются совместно на одних и тех же частях тела (ср. Гинандроморфизм).
Зиготная (генетически обусловленная) интерсексуальность
Является результатом отклонения от нормы набора половых хромосом и генов в момент оплодотворения при соединении гамет в зиготу. По характеру нарушения бывает триплоидная или иная — анеуплоидная интерсексуальность. Диплоидная интерсексуальность наблюдается при скрещивании разных географических рас у бабочки непарного шелкопряда, причём либо у самок, либо у самцов, в зависимости от типа скрещивания.
Формы интерсексуальности, так называемого псевдогермафродитизма у человека, также могут быть вызваны нарушением нормального числа половых хромосом. При этом у мух дрозофил определяющим в развитии пола является соотношение числа пар половых хромосом и аутосом, поэтому у них интерсексуальность обычно связана с нарушением этого соотношения (например, наблюдается при соотношении 3А:2X — три набора аутосом на две половые хромосомы). У человека определяющим фактором развития мужского пола является наличие У-хромосомы, при этом черты интерсексуальности наблюдаются у мужчин с синдромом Клайнфельтера (набор половых хромосом ХХУ).
Гормонная интерсексуальность
Если у животных выделения половыми железами мужских или женских гормонов определяют развитие вторичных половых признаков, то у них можно наблюдать явление гормональной интерсексуальности.
Если такое животное кастрировать и сделать пересадку половой железы другого пола, происходит маскулинизация или, соответственно, феминизация, организм становится интерсексом. При паразитарной кастрации у ракообразных, например вызываемой паразитическим рачком саккулиной, происходят похожие явления.

### Пол человека
Биологический пол человека — это совокупность анатомических, физиологических, биохимических и генетических характеристик, отличающих мужской организм от женского и могущих применяться по отдельности или в комплексе для идентификации и различения мужчины от женщины.
Выделяют следующие компоненты биологического пола:
- Генетический пол, или хромосомный пол, — зависит от набора половых хромосом: XY у мужчин, XX у женщин.
- Гормональный пол — преобладание в крови определённого вида половых гормонов: андрогенов (мужских) или эстрогенов и прогестагенов (женских).
- Гонадный пол, или пол гонад, пол половых желёз — яички или яичники.
- Внутренний генитальный пол, или пол внутренних половых органов — простата и семенные пузырьки или матка, маточные трубы и влагалище.
- Наружный генитальный пол, или пол наружных половых органов — пенис и мошонка или клитор и половые губы.
- Субсидальный пол — строение скелета, тембр голоса, степень развития мышечной ткани, распределение подкожной жировой прослойки, наличие или отсутствие развитых молочных желёз. Развитие вторичных половых признаков определяется уровнем половых гормонов, чувствительностью клеточных рецепторов, характеристиками внешней среды.
- Сенсуальный пол — тип волосяного покрова, тип кожи, тип запаха (феромоны).

Биологический пол — это также один из пяти компонентов человеческой сексуальности. Другие четыре компонента — это сексуальная ориентация, сексуальная идентичность, гендерная идентичность и социальная гендерная роль.
В формировании гендерной идентичности человека могут играть роль как биологические, так и социальные факторы, однако полная доказательная база на этот счёт отсутствует.

## У насекомых

Дрозофила: слева — самка (XX), справа — самец (XY)

Насекомые раздельнополы. Органы размножения самки обычно представлены парными яичниками и тянущимися по бокам яйцеводами, которые сливаются в один непарный проток, впадающий во влагалище. У самок имеются семяприёмники и придаточные половые железы. У самцов имеются парные семенники, от которых отходят семяпроводы, тянущиеся по бокам тела. В нижней части семяпроводы расширяются, образуя семенные пузырьки, предназначенные для хранения спермы. Семяпроводы объединяются в общий семяизвергательный канал, открывающийся на способном увеличиваться или выдвигаться совокупительном органе. Придаточные железы секретируют семенную жидкость.
У насекомых (пчёл и других перепончатокрылых, червецов), клещей, а также у коловраток из оплодотворённых яиц получаются самки (или самки и самцы), а из неоплодотворённых развиваются только самцы.

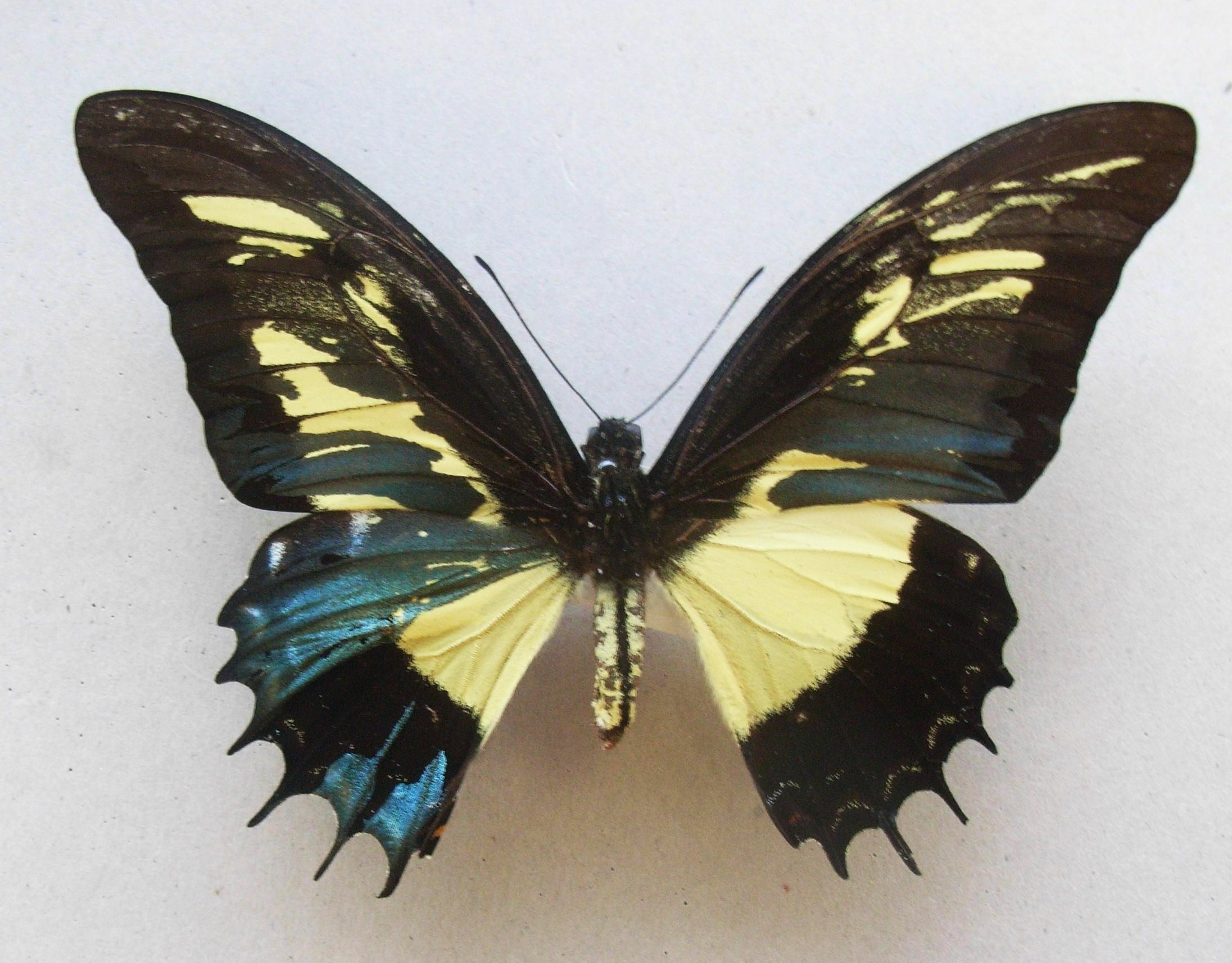
Мозаичный гинандроморф бабочки Papilio androgeus

### Гинандроморфизм
Гинандроморфизм — аномалия развития организма, выражающаяся в том, что в одном организме крупные участки тела имеют генотип и признаки разных полов. Является результатом наличия в мужских и женских клетках организма наборов половых хромосом с разным количеством последних, как например у многих насекомых. Гинандроморфизм происходит как результат неправильного распределения половых хромосом по клеткам в ходе нарушенного созревания яйцеклетки, её оплодотворения или дробления.
Особи — гинандроморфы наиболее ярко выражены у насекомых с чётко проявляющимися признаками полового диморфизма, при этом морфологически выделяются следующие типы гинандроморфов:
- билатеральные, у которых одна продольная половина тела имеет признаки мужского пола, другая — женского;
- передне-задние, у которых передняя часть тела несёт признаки одного пола, а задняя — другого;
- мозаичные, у которых перемежаются участки тела, несущие признаки разных полов.

У позвоночных животных и у человека вследствие действия половых гормонов подобные явления приводят к половым аномалиям, при которых секториальное распределение мужских и женских тканей обычно проявляется не так резко. При интерсексуальности наблюдается более сложная дифференциация женских и мужских признаков.

## Гермафродитизм
Гермафродитизм — одновременное или последовательное наличие мужских и женских половых признаков и репродуктивных органов у раздельнополых организмов.
Различают естественный гермафродитизм, присущий различным видам животных и растений (однодомность) и аномальный гермафродитизм нормально раздельнополых животных (см. Гинандроморфизм, Интерсексуальность).
Гермафродитизм достаточно широко распространён в природе — как в растительном мире (в этом случае обычно используются термины однодомность или многодомность), так и среди животных. Большая часть высших растений являются гермафродитами, у животных гермафродитизм распространён прежде всего среди беспозвоночных — ряда кишечнополостных, подавляющего большинства плоских, некоторых кольчатых и круглых червей, моллюсков, ракообразных (в частности, большинства видов усоногих раков) и насекомых (кокциды).
Среди позвоночных гермафродитами являются многие виды рыб, причём наиболее част гермафродитизм у рыб, населяющих коралловые рифы. При естественном гермафродитизме особь способна продуцировать как мужские, так и женские гаметы, при этом возможна ситуация, когда способностью к оплодотворению обладают оба типа гамет (функциональный гермафродитизм), либо только один тип гамет (афункциональный гермафродитизм).

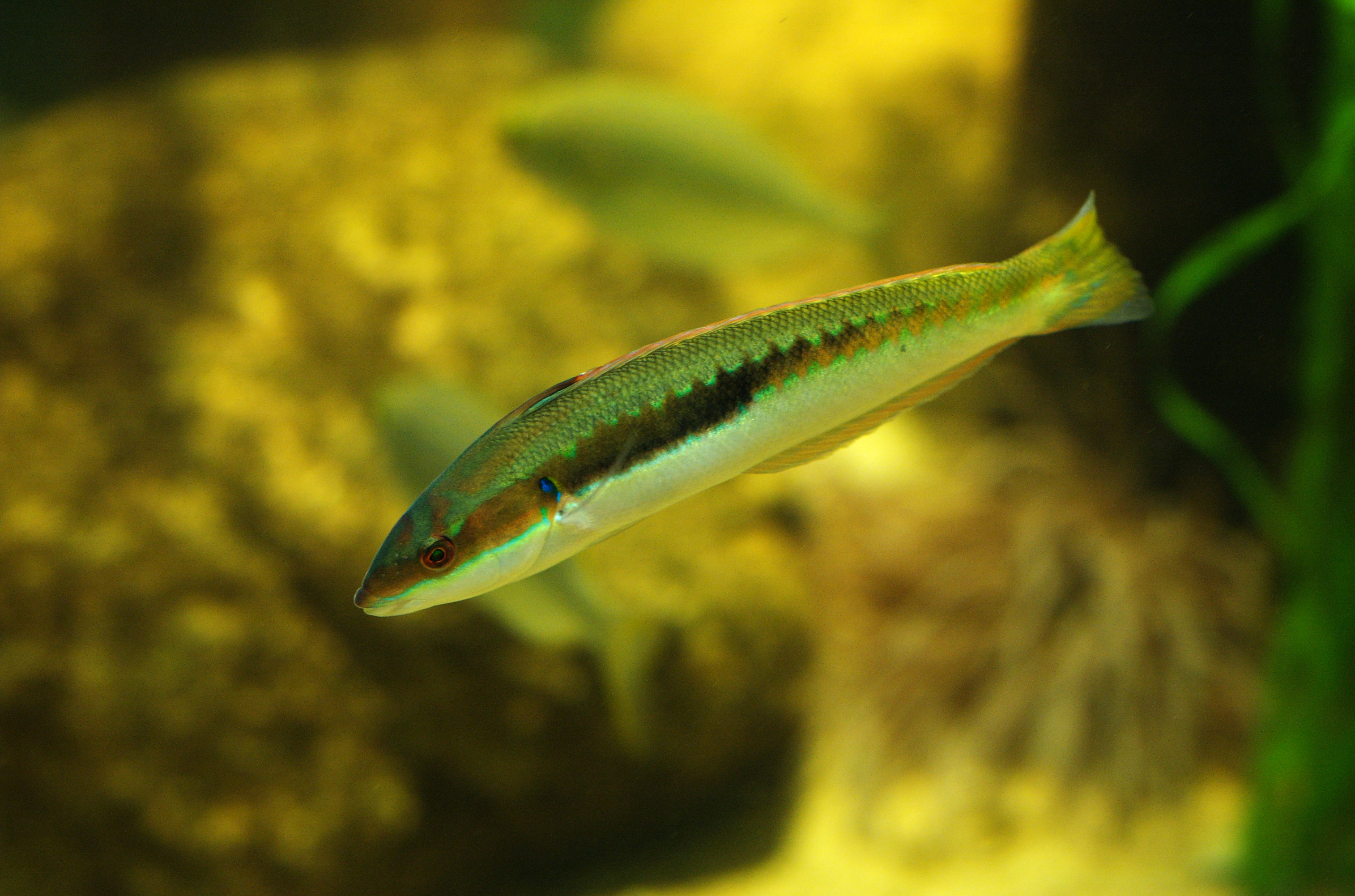
Coris julis, стадия самки

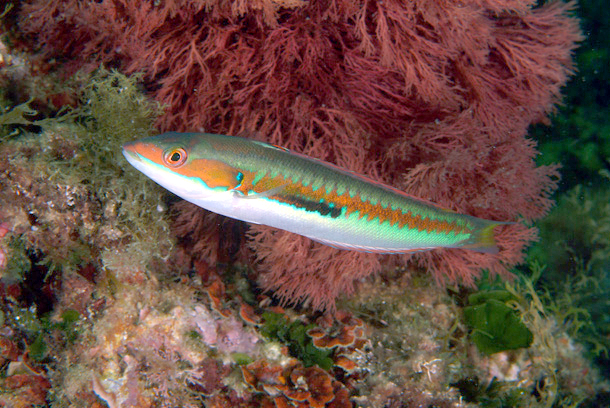
Coris julis, стадия самца

Гермафродитизм является одной из разновидностей полового размножения: организмы-гермафродиты продуцируют мужские и женские гаметы, слияние которых образует зиготу в половом процессе. Поскольку основным эволюционным преимуществом полового размножения является рекомбинация генетического материала родительских особей при перекрёстном оплодотворении (экзогамии), в ходе эволюции у большинства видов выработались различные формы гермафродитизма, предотвращающие самооплодотворение (автогамию), однако у многих водорослей, грибов и цветковых растений, а в животном мире — среди гельминтов (паразитических червей) самооплодотворение достаточно распространено.
Существуют также следующие виды гермафродитизма:
- Синхронный гермафродитизм. При синхронном гермафродитизме особь способна одновременно продуцировать и мужские, и женские гаметы. В растительном мире такая ситуация зачастую приводит к самооплодотворению, встречающемуся у многих видов грибов, водорослей и цветковых растений (самоопыление у самофертильных растений).
- Последовательный гермафродитизм (дихогамия). В случае последовательного гермафродитизма (дихогамии) особь последовательно продуцирует мужские либо женские гаметы, при этом происходит либо последовательная активация гонад мужского и женского типов, либо смена фенотипа, ассоциированного с полом целиком. Дихогамия может проявляться как в пределах одного репродуктивного цикла, так и в течение жизненного цикла особи, при этом репродуктивный цикл может начинаться либо с мужской (протандрия), либо с женской (протогиния).
- Аномальный гермафродитизм. Наблюдается во всех группах животного мира, в том числе у высших позвоночных животных и человека. Гермафродитизм у людей (интерсексуальность) является нарушением сексуальной детерминации на генетическом или гормональном уровнях. Различают истинный и ложный гермафродитизм[6].

## Пол растений
Растениям свойственно как половое, так и бесполое (вегетативное или спорообразование) размножение. При описании полового размножения высших растений часто используют термины «однодомность» и «двудомность». У однодомных растений сперматозоиды и яйцеклетки (для высших растений в большинстве случаев характерная оогамия) образуются на одном и том же растении, у двудомных — на разных растениях. Понятия «однодомность» и «двудомность» не совсем точно соотносятся с понятиями «гермафродитизм» и «раздельнополость» у животных. Например, все цветковые растения можно разделить на растения с обоеполыми цветками (цветки, в которых есть и тычинки, и пестики) и с однополыми цветками (только тычиночными или только пестичными). При этом растения с однополыми цветками могут быть однодомными (на одном и том же растении находятся и тычиночные, и пестичные цветки) и двудомными (на одном растении находятся тычиночные цветки, а на другом — пестичные).

## Гетерогаметный и гомогаметный пол
Гетерогаметный пол — это генетически определённый пол, соответствующий наличию в клетках организма двух разных половых хромосом или одной, в удвоенной дозе приводящей к формированию альтернативного пола. Особи гетерогаметного пола дают две группы гамет (по содержанию разных половых хромосом).

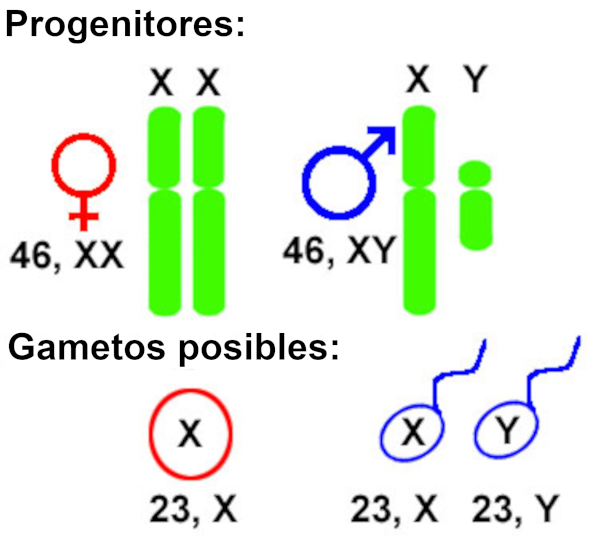
Половые хромосомы человека и образующиеся из них гаметы

У животных с гетерогаметным мужским полом для обозначения половых хромосом используются буквы X и Y. Особи, в норме несущие пару половых хромосом X и Y или одну хромосому X, — самцы, а несущие две хромосомы X — самки. К этой группе относятся млекопитающие, большинство видов насекомых и многие другие группы.
В случае, если гетерогаметный пол — женский, то используются другие обозначения для половых хромосом — Z и W. Особи с генотипом ZZ — самцы; ZW — самки. Гетерогаметный женский пол характерен для чешуекрылых насекомых, пресмыкающихся и птиц.
Гетерогаметный женский пол встречается в значительно меньшем числе групп организмов, чем гетерогаметный мужской. У некоторых видов есть оба механизма определения пола, в частности для одного из видов рыб меченосцев (род Xiphophorus) отмечены половые хромосомы W, X, Y и Z.
В ряде случаев Y- или W-хромосома в ходе эволюции теряется. Тогда наборы хромосом у гетерогаметного пола обозначаются как X0 или Z0 соответственно.
В связи с тем, что природные популяции содержат мутации, в гомозиготном (или гемизиготном) состоянии, снижающие жизнеспособность, то особи с гетерогаметным полом чаще имеют пониженную приспособленность.
Гомогаме́тный пол — пол, у особей которого в ходе мейоза образуются одинаковые гаметы, несущие одинаковые половые хромосомы. Например, у человека яйцеклетки женщины (ХХ) содержат по одной Х-хромосоме, в отличие от мужских гамет — сперматозоидов, которые могут содержать как Х-, так и Y-хромосому (гетерогаметный пол).
У большинства насекомых, млекопитающих, в том числе у человека, гомогаметный пол — женский (XX). У птиц, пресмыкающихся и бабочек, наоборот, гомогаметный пол — мужской (ZZ).

## Соотношение полов
Соотношение полов — отношение числа самцов к числу самок в раздельнополой популяции.
Соотношение полов наряду с половым диморфизмом является важной характеристикой раздельнополой популяции. Обычно его выражают количеством самцов, приходящихся на 100 самок, долей мужских особей или в процентах. В зависимости от стадии онтогенеза различают первичное, вторичное и третичное соотношение полов. Первичное — это соотношение полов в зиготах после оплодотворения; вторичное — соотношение полов при рождении и, наконец, третичное — соотношение полов зрелых, способных размножаться особей популяции.

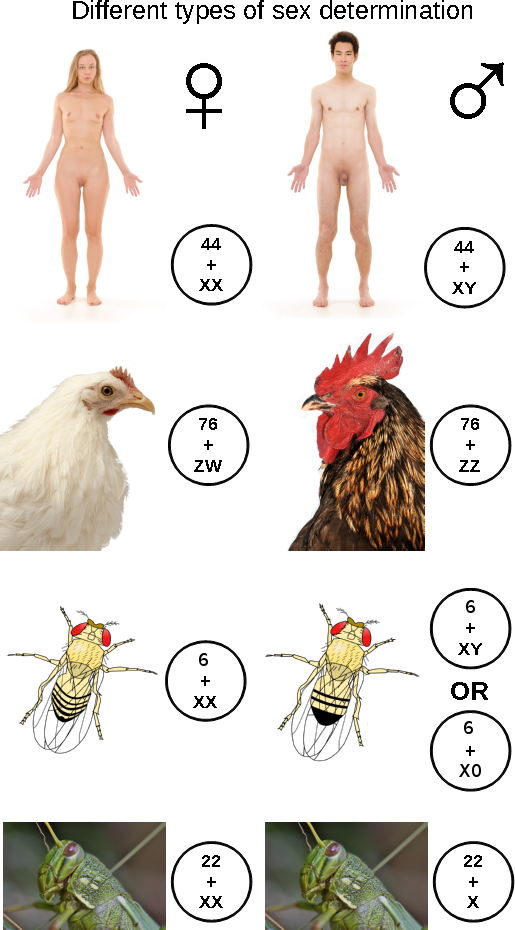
Типы определения пола

## Определение пола
Определе́ние по́ла, или детермина́ция по́ла — биологический процесс, в ходе которого развиваются половые характеристики организма. Большинство организмов имеют два пола. Иногда встречаются также гермафродиты, сочетающие признаки обоих полов. Некоторые виды имеют лишь один пол и представляют собой самок, размножающихся без оплодотворения путём партеногенеза, в ходе которого на свет появляются также исключительно самки.
Половое размножение и проявление полового диморфизма широко распространено в различных таксономических группах. Для механизмов полоопределения характерно большое разнообразие, что свидетельствует о неоднократности и независимости возникновения пола в различных таксонах.
Во многих случаях пол определяется генетически. Генетическая детерминация пола — наиболее распространённый способ определения пола у животных и растений, пол при этом может определяться серией аллелей одного или нескольких аутосомных генов, или детерминация пола может происходить при помощи половых хромосом с пол-определяющими генами (см. Хромосомное определение пола). При хромосомном определении пола набор половых хромосом у самцов и самок, как правило, разный из-за их гетероморфности, и пол определяется комбинациями половых хромосом: ХY, ZW, X0, Z0. В других случаях пол определяется факторами окружающей среды. Например, у всех крокодилов, некоторых ящериц, черепах, рыб и гаттерии пол зависит от температуры, при которой развивалась особь. У муравьёв, пчёл, ос и некоторых других насекомых существует ещё один механизм: пол зависит от числа хромосомных наборов. Гаплоидные самцы развиваются из неоплодотворённых яиц, а диплоидные самки — из оплодотворённых. Некоторые виды не имеют константного пола и могут менять его под действием внешних стимулов. Детали некоторых механизмов определения пола ещё не полностью ясны.
Следует отличать детерминацию пола от дифференцировки пола. После детерминации пола по какому-либо из упомянутых выше механизмов, запускается половая дифференцировка. Это запуск, как правило, осуществляется главным геном — половым локусом, вслед за ним по каскадному механизму в процесс включаются остальные гены.